# Данон
„Груп Данон“ (на френски: Groupe Danone) е международен производител на хранителни стоки със седалище във Франция. Данон е водещ производител на млечни продукти, минерална вода, бисквити и детски храни.
Компанията е 4-тият по големина в Европа производител на хранителни стоки с обем на продажбите 13 милиарда евро (2005).
Данон е основана през 1917 година от Исак Карасо в Барселона, Каталония, Испания, като малка фабрика за кисело мляко, слабо известно в Западна Европа по това време. Исак кръщава марката на сина си Даниел, чийто прякор на каталонски е Данон. Десет години по-късно е построена първата фабрика във Франция, но по време на Втората световна война компанията се мести в Ню Йорк, където е основана Dannon Milk Products Inc. През 1958 Данон се връща в Париж, където и днес се намира нейното седалище.
Основни търговски марки:
- млечни продукти: Danone, Atimel, Activia
- минерална вода: Volvic, Evian, Wahaha, Aqua
- бисквити: Lu

Компанията разчита на повишаване на известността и продажбите си чрез активно пропагандиране на идеята за здравословен начин на живот, като в няколко страни афишира борба срещу затлъстяването. В България също се пропагандира подобна насоченост на продуктите на Данон, главно чрез Activia. А в САЩ се пускат специални продукти за нискокалорично хранене, предназначени за над 60-те милиона американци, които считат себе си за привърженици на диетите и здравословното хранене.
В България компанията стъпва под името „Данон Сердика“, разполагайки се в бившия млекозавод Сердика София. През 2014 година „Данон Сердика“ продава производствените си мощности в България на американската група „Шрайбер Фуудс“ (Schreiber Foods), а „Данон Сердика“ остава да функционира като търговско предприятие, внасящо в страната продуктите на „Данон“.